# Championnat du monde de ski de fond
Cette page recense les médaillés des championnats du monde de ski de fond, qui ont lieu depuis 1925 et sont désormais organisés tous les deux ans. Ces médailles sont attribuées lors des championnats du monde de ski nordique à l'issue des épreuves de ski de fond.

## Épreuves

### Histoire
La liste suivante indique lorsque de nouveaux événements ont été ajoutés, modifiés ou supprimés :
- 1925 : première édition à Johannisbad (Tchécoslovaquie) avec deux épreuves : 18 km et 50 km.
- 1926 : le 18 km est remplacé par le 30 km.
- 1927 : le 18 km remplace le 30 km.
- 1933 : ajout du relais (4 x 10 km).
- 1954 : premiers championnats féminins avec le 10 km (F) et le relais 3 × 5 km (F). Chez les hommes, le 15 km remplace le 18 km et le 30 km est ajouté.
- 1962 : ajout du 5 km (F).
- 1978 : ajout du 20 km (F).
- 1980 : seulement pour l'épreuve non-olympique : le 20 km (F).
- 1989 : première édition avec style libre; le 5 km (F) n'est pas organisé, ajout du 15 km (F) et le 30 km (F) remplace le 20 km (F).
- 1991 : remplacement du 15km C par le 10 km C (H) et du 10km C par le 5 km C (F).
- 1993 : ajout de la poursuite (H&F).
- 2001 : ajout des épreuves de sprint individuel (H&F); le 15 km (H) remplace le 10 km (H) et le 10 km (F) remplace le 5 km (F).
- 2003 : les poursuites deviennent des skiathlon; le 30 km (F) et le 50 km (H) passent du départ en intervalle au départ groupé.
- 2005 : ajout du sprint par équipe de cross-country (H&F); suppression du 30 km (H) et 15 km (F).

### Actuelles
| Épreuve             | Éditions             | Nombre        |
| ------------------- | -------------------- | ------------- |
| Sprint              | 2001-                | 12 (en cours) |
| Sprint par équipe   | 2005-                | 10 (en cours) |
| 15 km               | 1954-1991 puis 2001- | 24 (en cours) |
| 50 km               | 1925-                | 41 (en cours) |
| Poursuite/Skiathlon | 1993-                | 16 (en cours) |
| Relais              | 1933-                | 35 (en cours) |

| Épreuve             | Éditions             | Nombre        |
| ------------------- | -------------------- | ------------- |
| Sprint              | 2001-                | 12 (en cours) |
| Sprint par équipe   | 2005-                | 10 (en cours) |
| 10 km               | 1954-1991 puis 2001- | 25 (en cours) |
| 30 km               | 1989-                | 18 (en cours) |
| Poursuite/Skiathlon | 1993-                | 16 (en cours) |
| Relais              | 1954-                | 28 (en cours) |

### Anciennes/Disparues
| Épreuve     | Éditions            | Nombre |
| ----------- | ------------------- | ------ |
| 10 km       | 1991-1999           | 5      |
| 18 km/17 km | 1925 puis 1927-1950 | 12     |
| 30 km       | 1926 puis 1954-2003 | 19     |

| Épreuve | Éditions              | Nombre |
| ------- | --------------------- | ------ |
| 5 km    | 1962-1999 (sauf 1989) | 13     |
| 15 km   | 1989-2003             | 8      |
| 20 km   | 1978-1987             | 5      |

## Hommes

### Sprint
| Edition | Lieu          | Style     | Médaille d'or, monde       | Médaille d'argent, monde | Médaille de bronze, monde |
| 2001    | Lahti         | Libre     | Tor Arne Hetland           | Cristian Zorzi           | Håvard Solbakken          |
| 2003    | Val di Fiemme | Libre     | Thobias Fredriksson        | Håvard Bjerkeli          | Tor Arne Hetland          |
| 2005    | Oberstdorf    | Classique | Vasiliy Rochev             | Tor Arne Hetland         | Thobias Fredriksson       |
| 2007    | Sapporo       | Classique | Jens Arne Svartedal        | Mats Larsson             | Eldar Rønning             |
| 2009    | Liberec       | Libre     | Ola Vigen Hattestad        | Johan Kjølstad           | Nikolay Morilov           |
| 2011    | Oslo          | Libre     | Marcus Hellner             | Petter Northug           | Emil Jönsson              |
| 2013    | Val di Fiemme | Classique | Nikita Kriukov             | Petter Northug           | Alex Harvey               |
| 2015    | Falun         | Classique | Petter Northug             | Alex Harvey              | Ola Vigen Hattestad       |
| 2017    | Lahti         | Libre     | Federico Pellegrino        | Sergueï Oustiougov       | Johannes Høsflot Klæbo    |
| 2019    | Seefeld       | Libre     | Johannes Høsflot Klæbo     | Federico Pellegrino      | Gleb Retivykh             |
| 2021    | Oberstdorf    | Classique | Johannes Høsflot Klæbo (2) | Erik Valnes              | Håvard Solås Taugbøl      |
| 2023    | Planica       | Classique | Johannes Høsflot Klæbo (3) | Pål Golberg              | Jules Chappaz             |

### Sprint par équipe
| Edition | Lieu          | Style     | Médaille d'or, monde                                | Médaille d'argent, monde                            | Médaille de bronze, monde                              |
| 2005    | Oberstdorf    | Libre     | Norvège - Tore Ruud Hofstad - Tor Arne Hetland      | Allemagne - Jens Filbrich - Axel Teichmann          | République tchèque - Dušan Kožíšek - Martin Koukal     |
| 2007    | Sapporo       | Libre     | Italie - Renato Pasini - Cristian Zorzi             | Russie - Nikolaï Morilov - Vasiliy Rochev           | République tchèque - Milan Šperl - Dušan Kožíšek       |
| 2009    | Liberec       | Classique | Norvège (2) - Ola Vigen Hattestad - Johan Kjølstad  | Allemagne - Tobias Angerer - Axel Teichmann         | Finlande - Sami Jauhojärvi - Ville Nousiainen          |
| 2011    | Oslo          | Classique | Canada - Devon Kershaw - Alex Harvey                | Norvège - Petter Northug - Ola Vigen Hattestad      | Russie - Aleksandr Panzhinskiy - Nikita Kriukov        |
| 2013    | Val di Fiemme | Libre     | Russie - Alexey Petukhov - Nikita Kriukov           | Suède - Marcus Hellner - Emil Jönsson               | Kazakhstan - Nikolay Chebotko - Aleksey Poltaranin     |
| 2015    | Falun         | Libre     | Norvège (3) - Finn Hågen Krogh - Petter Northug     | Russie - Alexey Petukhov - Nikita Kriukov           | Italie - Dietmar Nöckler - Federico Pellegrino         |
| 2017    | Lahti         | Classique | Russie (2) - Nikita Kriukov - Sergueï Oustiougov    | Italie - Dietmar Nöckler - Federico Pellegrino      | Finlande - Sami Jauhojärvi - Iivo Niskanen             |
| 2019    | Seefeld       | Classique | Norvège (4) - Emil Iversen - Johannes Høsflot Klæbo | Russie - Gleb Retivykh - Alexander Bolshunov        | Italie - Francesco De Fabiani - Federico Pellegrino    |
| 2021    | Oberstdorf    | Libre     | Norvège (5) - Erik Valnes - Johannes Høsflot Klæbo  | Finlande - Ristomatti Hakola - Joni Mäki            | Fédération russe - Alexander Bolshunov - Gleb Retivykh |
| 2023    | Planica       | Libre     | Norvège (6) - Pål Golberg - Johannes Høsflot Klæbo  | Italie - Francesco De Fabiani - Federico Pellegrino | France - Renaud Jay - Richard Jouve                    |

### Poursuite/Skiathlon
| Edition | Lieu          | Médaille d'or, monde | Médaille d'argent, monde | Médaille de bronze, monde |
| Poursuite - 25 km (10 km en style classique avec départ en intervalle + 15 km en style libre en poursuite - Disputé sur deux jours) |               |                      |                          |                           |
| 1993 | Falun         | Bjørn Dæhlie         | Vladimir Smirnov         | Silvio Fauner             |
| 1995 | Thunder Bay   | Vladimir Smirnov     | Silvio Fauner            | Jari Isometsä             |
| 1997 | Trondheim     | Bjørn Dæhlie (2)     | Mika Myllylä             | Aleksey Prokurorov        |
| 1999 | Ramsau        | Thomas Alsgaard      | Mika Myllylä             | Fulvio Valbusa            |
| Poursuite - 20 km (10 km en style classique avec départ en intervalle + 10 km en style libre en poursuite - Disputé le même jour)   |               |                      |                          |                           |
| 2001 | Lahti         | Per Elofsson         | Johann Mühlegg           | Vitali Denissov           |
| Skiathlon - 20 km (10 km en style classique avec départ en intervalle puis 10 km en style libre en poursuite)                       |               |                      |                          |                           |
| 2003 | Val di Fiemme | Per Elofsson (2)     | Tore Ruud Hofstad        | Jörgen Brink              |
| Skiathlon - 30 km (15 km en style classique avec départ en intervalle puis 15 km en style libre en poursuite)                       |               |                      |                          |                           |
| 2005 | Oberstdorf    | Vincent Vittoz       | Giorgio Di Centa         | Frode Estil               |
| 2007 | Sapporo       | Axel Teichmann       | Tobias Angerer           | Pietro Piller Cottrer     |
| 2009 | Liberec       | Petter Northug       | Anders Södergren         | Giorgio Di Centa          |
| 2011 | Oslo          | Petter Northug (2)   | Maxim Vylegzhanin        | Ilia Chernousov           |
| 2013 | Val di Fiemme | Dario Cologna        | Martin Johnsrud Sundby   | Sjur Røthe                |
| 2015 | Falun         | Maksim Vylegzhanin   | Dario Cologna            | Alex Harvey               |
| 2017 | Lahti         | Sergueï Oustiougov   | Martin Johnsrud Sundby   | Finn Hågen Krogh          |
| 2019 | Seefeld       | Sjur Røthe           | Alexander Bolshunov      | Martin Johnsrud Sundby    |
| 2021 | Oberstdorf    | Alexander Bolshunov  | Simen Hegstad Krüger     | Hans Christer Holund      |
| 2023 | Planica       | Simen Hegstad Krüger | Johannes Høsflot Klæbo   | Sjur Røthe                |

### 10 km
| Edition | Lieu          | Style     | Médaille d'or, monde | Médaille d'argent, monde | Médaille de bronze, monde |
| 1991    | Val di Fiemme | Classique | Terje Langli         | Christer Majbäck         | Torgny Mogren             |
| 1993    | Falun         | Classique | Sture Sivertsen      | Vladimir Smirnov         | Vegard Ulvang             |
| 1995    | Thunder Bay   | Classique | Vladimir Smirnov     | Bjørn Dæhlie             | Mika Myllylä              |
| 1997    | Trondheim     | Classique | Bjørn Dæhlie         | Aleksey Prokurorov       | Mika Myllylä              |
| 1999    | Ramsau        | Classique | Mika Myllylä         | Alois Stadlober          | Odd-Bjørn Hjelmeset       |

### 18 km/17 km/15 km
| Edition     | Lieu              | Style        | Médaille d'or, monde   | Médaille d'argent, monde | Médaille de bronze, monde |
| 18 km       |                   |              |                        |                          |                           |
| 1925        | Johannisbad       | Classique    | Otakar Německý         | František Donth          | Josef Erleback            |
| 1926        | Lahti             | Non organisé | Non organisé           | Non organisé             | Non organisé              |
| 1927        | Cortina d'Ampezzo | Classique    | John Lindgren          | František Donth          | Viktor Schneider          |
| 17 km       |                   |              |                        |                          |                           |
| 1929        | Zakopane          | Classique    | Veli Saarinen          | Anselm Knuuttila         | Hjalmar Bergström         |
| 1930        | Oslo              | Classique    | Arne Rustadstuen       | Trygve Brodahl           | Tauno Lappalainen         |
| 18 km       |                   |              |                        |                          |                           |
| 1931        | Oberhof           | Classique    | Johan Grøttumsbråten   | Kristian Hovde           | Nils Svärd                |
| 1933        | Innsbruck         | Classique    | Nils-Joel Englund      | Hjalmar Bergström        | Väinö Liikkanen           |
| 1934        | Sollefteå         | Classique    | Sulo Nurmela           | Veli Saarinen            | Martti Lappalainen        |
| 1935        | Vysoké Tatry      | Classique    | Klaes Karppinen        | Oddbjørn Hagen           | Olaf Hoffsbakken          |
| 1937        | Chamonix          | Classique    | Lars Bergendahl        | Kalle Jalkanen           | Pekka Niemi               |
| 1938        | Lahti             | Classique    | Pauli Pitkänen         | Alfred Dahlqvist         | Kalle Jalkanen            |
| 1939        | Zakopane          | Classique    | Jussi Kurikkala        | Klaes Karppinen          | Carl Pahlin               |
| 1950        | Lake Placid       | Classique    | Karl-Erik Åström       | Enar Josefsson           | Arnljot Nyaas             |
| 15 km       |                   |              |                        |                          |                           |
| 1954        | Falun             | Classique    | Veikko Hakulinen       | Arvo Viitanen            | August Kiuru              |
| 1958        | Lahti             | Classique    | Veikko Hakulinen (2)   | Pavel Koltsjin           | Anatoly Shelyukhin        |
| 1962        | Zakopane          | Classique    | Assar Rönnlund         | Harald Grønningen        | Einar Østby               |
| 1966        | Oslo              | Classique    | Gjermund Eggen         | Ole Ellefsæter           | Odd Martinsen             |
| 1970        | Vysoké Tatry      | Classique    | Lars-Göran Åslund      | Odd Martinsen            | Fyodor Simashev           |
| 1974        | Falun             | Classique    | Magne Myrmo            | Gerhard Grimmer          | Vasiliy Rochev            |
| 1978        | Lahti             | Classique    | Józef Łuszczek         | Yevgeny Belyaev          | Juha Mieto                |
| 1982        | Oslo              | Classique    | Oddvar Brå             | Aleksandr Zavyalov       | Harri Kirvesniemi         |
| 1985        | Seefeld           | Classique    | Kari Härkönen          | Thomas Wassberg          | Maurilio De Zolt          |
| 1987        | Oberstdorf        | Classique    | Marco Albarello        | Thomas Wassberg          | Mikhail Devyatyarov       |
| 1989        | Lahti             | Libre        | Gunde Svan             | Torgny Mogren            | Lars Håland               |
| 1989        | Lahti             | Classique    | Harri Kirvesniemi      | Pål Gunnar Mikkelsplass  | Vegard Ulvang             |
| 1991        | Val di Fiemme     | Libre        | Bjørn Dæhlie           | Gunde Svan               | Vladimir Smirnov          |
| 1993 - 1999 | Non organisé      | Non organisé | Non organisé           | Non organisé             | Non organisé              |
| 2001        | Lahti             | Classique    | Per Elofsson           | Mathias Fredriksson      | Odd-Bjørn Hjelmeset       |
| 2003        | Val di Fiemme     | Classique    | Axel Teichmann         | Jaak Mae                 | Frode Estil               |
| 2005        | Oberstdorf        | Libre        | Pietro Piller Cottrer  | Fulvio Valbusa           | Tore Ruud Hofstad         |
| 2007        | Sapporo           | Libre        | Lars Berger            | Leanid Karneyenka        | Tobias Angerer            |
| 2009        | Liberec           | Classique    | Andrus Veerpalu        | Lukáš Bauer              | Matti Heikkinen           |
| 2011        | Oslo              | Classique    | Matti Heikkinen        | Eldar Rønning            | Martin Johnsrud Sundby    |
| 2013        | Val di Fiemme     | Libre        | Petter Northug         | Johan Olsson             | Tord Asle Gjerdalen       |
| 2015        | Falun             | Libre        | Johan Olsson           | Maurice Manificat        | Anders Gløersen           |
| 2017        | Lahti             | Classique    | Iivo Niskanen          | Martin Johnsrud Sundby   | Niklas Dyrhaug            |
| 2019        | Seefeld           | Classique    | Martin Johnsrud Sundby | Aleksandr Bessmertnykh   | Iivo Niskanen             |
| 2021        | Oberstdorf        | Libre        | Hans Christer Holund   | Simen Hegstad Krüger     | Harald Østberg Amundsen   |
| 2023        | Planica           | Libre        | Simen Hegstad Krüger   | Harald Østberg Amundsen  | Hans Christer Holund      |

### 30 km
| Edition             | Lieu          | Style        | Médaille d'or, monde | Médaille d'argent, monde | Médaille de bronze, monde |
| Départ à intervalle |               |              |                      |                          |                           |
| 1926                | Lahti         | Classique    | Matti Raivio         | Tauno Lappalainen        | Veli Saarinen             |
| 1927 - 1950         | Non organisé  | Non organisé | Non organisé         | Non organisé             | Non organisé              |
| 1954                | Falun         | Classique    | Vladimir Kouzine     | Veikko Hakulinen         | Martti Lautala            |
| 1958                | Lahti         | Classique    | Kalevi Hämäläinen    | Pavel Koltsjin           | Sixten Jernberg           |
| 1962                | Zakopane      | Classique    | Eero Mäntyranta      | Janne Stefansson         | Giulio de Florian         |
| 1966                | Oslo          | Classique    | Eero Mäntyranta (2)  | Kalevi Laurila           | Walter Demel              |
| 1970                | Vysoké Tatry  | Classique    | Vyacheslav Vedenin   | Gerhard Grimmer          | Odd Martinsen             |
| 1974                | Falun         | Classique    | Thomas Magnusson     | Juha Mieto               | Jan Staszel               |
| 1978                | Lahti         | Classique    | Sergey Savelyev      | Nikolaj Zimjatov         | Józef Łuszczek            |
| 1982                | Oslo          | Classique    | Thomas Eriksson      | Lars-Erik Eriksen        | Bill Koch                 |
| 1985                | Seefeld       | Classique    | Gunde Svan           | Ove Aunli                | Harri Kirvesniemi         |
| 1987                | Oberstdorf    | Classique    | Thomas Wassberg      | Aki Karvonen             | Christer Majbäck          |
| 1989                | Lahti         | Classique    | Vladimir Smirnov     | Vegard Ulvang            | Christer Majbäck          |
| 1991                | Val di Fiemme | Classique    | Gunde Svan (2)       | Vladimir Smirnov         | Vegard Ulvang             |
| 1993                | Falun         | Classique    | Bjørn Dæhlie         | Vegard Ulvang            | Vladimir Smirnov          |
| 1995                | Thunder Bay   | Classique    | Vladimir Smirnov     | Bjørn Dæhlie             | Aleksey Prokurorov        |
| 1997                | Trondheim     | Libre        | Aleksey Prokurorov   | Bjørn Dæhlie             | Thomas Alsgaard           |
| 1999                | Ramsau        | Libre        | Mika Myllylä         | Thomas Alsgaard          | Bjørn Dæhlie              |
| 2001                | Lahti         | Classique    | Andrus Veerpalu      | Frode Estil              | Mikhaïl Ivanov            |
| Départ groupé       |               |              |                      |                          |                           |
| 2003                | Val di Fiemme | Classique    | Thomas Alsgaard      | Anders Aukland           | Frode Estil               |

### 50 km
| Edition             | Lieu              | Style     | Médaille d'or, monde | Médaille d'argent, monde | Médaille de bronze, monde |
| Départ à intervalle |                   |           |                      |                          |                           |
| 1925                | Johannisbad       | Classique | František Donth      | František Häckel         | Antonín Ettrich           |
| 1926                | Lahti             | Classique | Matti Raivio         | Tauno Lappalainen        | Olav Kjelbotn             |
| 1927                | Cortina d'Ampezzo | Classique | John Lindgren        | John Wikström            | František Donth           |
| 1929                | Zakopane          | Classique | Anselm Knuuttila     | Veli Saarinen            | Olle Hansson              |
| 1930                | Oslo              | Classique | Sven Utterström      | Arne Rustadstuen         | Adiel Paananen            |
| 1931                | Oberhof           | Classique | Ole Stenen           | Martin Peder Vangli      | Karl Lindberg             |
| 1933                | Innsbruck         | Classique | Veli Saarinen        | Sven Utterström          | Hjalmar Bergström         |
| 1934                | Sollefteå         | Classique | Elis Wiklund         | Nils-Joel Englund        | Olli Remes                |
| 1935                | Vysoké Tatry      | Classique | Nils-Joel Englund    | Klaes Karppinen          | Trygve Brodahl            |
| 1937                | Chamonix          | Classique | Pekka Niemi          | Klaes Karppinen          | Vincenzo Demetz           |
| 1938                | Lahti             | Classique | Kalle Jalkanen       | Alvar Rantalahti         | Lars Bergendahl           |
| 1939                | Zakopane          | Classique | Lars Bergendahl      | Klaes Karppinen          | Oscar Gjøslien            |
| 1950                | Lake Placid       | Classique | Gunnar Eriksson      | Enar Josefsson           | Nils Karlsson             |
| 1954                | Falun             | Classique | Vladimir Kouzine     | Veikko Hakulinen         | Arvo Viitanen             |
| 1958                | Lahti             | Classique | Sixten Jernberg      | Veikko Hakulinen         | Arvo Viitanen             |
| 1962                | Zakopane          | Classique | Sixten Jernberg (2)  | Assar Rönnlund           | Kalevi Hämäläinen         |
| 1966                | Oslo              | Classique | Gjermund Eggen       | Arto Tiainen             | Eero Mäntyranta           |
| 1970                | Vysoké Tatry      | Classique | Kalevi Oikarainen    | Vyacheslav Vedenin       | Gerhard Grimmer           |
| 1974                | Falun             | Classique | Gerhard Grimmer      | Stanislav Henych         | Thomas Magnusson          |
| 1978                | Lahti             | Classique | Sven-Åke Lundbäck    | Yevgeny Belyaev          | Jean-Paul Pierrat         |
| 1982                | Oslo              | Classique | Thomas Wassberg      | Yuriy Burlakov           | Lars-Erik Eriksen         |
| 1985                | Seefeld           | Libre     | Gunde Svan           | Maurilio De Zolt         | Ove Aunli                 |
| 1987                | Oberstdorf        | Libre     | Maurilio De Zolt     | Thomas Wassberg          | Torgny Mogren             |
| 1989                | Lahti             | Libre     | Gunde Svan (2)       | Torgny Mogren            | Aleksey Prokurorov        |
| 1991                | Val di Fiemme     | Libre     | Torgny Mogren        | Gunde Svan               | Maurilio De Zolt          |
| 1993                | Falun             | Libre     | Torgny Mogren (2)    | Hervé Balland            | Bjørn Dæhlie              |
| 1995                | Thunder Bay       | Libre     | Silvio Fauner        | Bjørn Dæhlie             | Vladimir Smirnov          |
| 1997                | Trondheim         | Classique | Mika Myllylä         | Erling Jevne             | Bjørn Dæhlie              |
| 1999                | Ramsau            | Classique | Mika Myllylä (2)     | Andrus Veerpalu          | Mikhail Botvinov          |
| 2001                | Lahti             | Libre     | Johann Mühlegg       | René Sommerfeldt         | Sergueï Kriyanin          |
| 2003                | Val di Fiemme     | Libre     | Martin Koukal        | Anders Södergren         | Jörgen Brink              |
| Départ groupé       |                   |           |                      |                          |                           |
| 2005                | Oberstdorf        | Classique | Frode Estil          | Anders Aukland           | Odd-Bjørn Hjelmeset       |
| 2007                | Sapporo           | Classique | Odd-Bjørn Hjelmeset  | Frode Estil              | Jens Filbrich             |
| 2009                | Liberec           | Libre     | Petter Northug       | Maksim Vylegzhanin       | Tobias Angerer            |
| 2011                | Oslo              | Libre     | Petter Northug (2)   | Maksim Vylegzhanin       | Tord Asle Gjerdalen       |
| 2013                | Val di Fiemme     | Classique | Johan Olsson         | Dario Cologna            | Aleksey Poltaranin        |
| 2015                | Falun             | Classique | Petter Northug (3)   | Lukáš Bauer              | Johan Olsson              |
| 2017                | Lahti             | Libre     | Alex Harvey          | Sergueï Oustiougov       | Matti Heikkinen           |
| 2019                | Seefeld           | Libre     | Hans Christer Holund | Alexander Bolshunov      | Sjur Røthe                |
| 2021                | Oberstdorf        | Classique | Emil Iversen         | Alexander Bolshunov      | Simen Hegstad Krüger      |
| 2023                | Planica           | Classique | Pål Golberg          | Johannes Høsflot Klæbo   | William Poromaa           |

### Relais
| Edition                                                 | Lieu          | Médaille d'or, monde | Médaille d'argent, monde                                                                         | Médaille de bronze, monde |
| 4 x 10 km en style classique                            |               | |                                                                                                  | |
| 1933                                                    | Innsbruck     | Suède - Per-Erik Hedlund - Sven Utterström - Nils-Joel Englund - Hjalmar Bergström | Tchécoslovaquie - František Šimůnek - Vladimír Novák - Antonín Bartoň - Cyril Musil              | Autriche - Hugo Gstrein - Hermann Gadner - Balthasar Niederkofler - Harald Paumgarten                                                                        |
| 1934                                                    | Sollefteå     | Finlande - Sulo Nurmela - Klaes Karppinen - Martti Lappalainen - Veli Saarinen | Reich allemand - Walter Motz - Josef Schreiner - Willy Bogner senior - Herbert Leupold           | Suède - Allan Karlsson - Lars Theodor Jonsson - Nils-Joel Englund - Arthur Häggblad                                                                          |
| 1935                                                    | Vysoké Tatry  | Finlande (2) - Mikko Husu - Klaes Karppinen - Väinö Liikkanen - Sulo Nurmela | Norvège - Sverre Brodahl - Bjarne Iversen - Olaf Hoffsbakken - Oddbjørn Hagen                    | Suède - Halvar Moritz - Erik August Larsson - Martin Matsbo - Nils-Joel Englund                                                                              |
| 1937                                                    | Chamonix      | Norvège - Annar Ryen - Oskar Fredriksen - Sigurd Røen - Lars Bergendahl | Finlande - Pekka Niemi - Klaes Karppinen - Jussi Kurikkala - Kalle Jalkanen                      | Royaume d'Italie - Giulio Gerardi - Aristide Compagnoni - Silvio Confortola - Vincenzo Demetz                                                                |
| 1938                                                    | Lahti         | Finlande (3) - Jussi Kurikkala - Martti Lauronen - Pauli Pitkänen - Klaes Karppinen                                                                                                   | Norvège - Ragnar Ringstad - Olav Økern - Arne Larsen - Lars Bergendahl                           | Suède - Sven Hansson - Donald Johansson - Sigurd Nilsson - Martin Matsbo                                                                                     |
| 1939                                                    | Zakopane      | Finlande (4) - Pauli Pitkänen - Olavi Alakulppi - Eino Olkinuora - Klaes Karppinen | Suède - Alvar Hägglund - Selm Stenvall - John Westbergh - Carl Pahlin                            | Royaume d'Italie - Aristide Compagnoni - Severino Compagnoni - Goffredo Baur - Alberto Jammaron                                                              |
| 1950                                                    | Lake Placid   | Suède (2) - Nils Täpp - Karl-Erik Åström - Martin Lundström - Enar Josefsson | Finlande - Heikki Hasu - Viljo Vellonen - Paavo Lonkila - August Kiuru                           | Norvège - Martin Stokken - Eilert Dahl - Kristian Bjørn - Henry Hermansen                                                                                    |
| 1954                                                    | Falun         | Finlande (5) - August Kiuru - Tapio Mäkelä - Arvo Viitanen - Veikko Hakulinen | Union soviétique - Nikolay Koslov - Fyodor Terentyev - Aleksey Kuznetsov - Vladimir Kouzine      | Suède - Sune Larsson - Sixten Jernberg - Arthur Olsson - Per-Erik Larsson                                                                                    |
| 1958                                                    | Lahti         | Suède (3) - Sixten Jernberg - Lennart Larsson - Sture Grahn - Per-Erik Larsson | Union soviétique - Fyodor Terentyev - Nikolay Anikin - Anatoly Shelyukhin - Pavel Koltsjin       | Finlande - Kalevi Hämäläinen - Arto Tiainen - Arvo Viitanen - Veikko Hakulinen                                                                               |
| 1962                                                    | Zakopane      | Suède (4) - Lars Olsson - Sture Grahn - Sixten Jernberg - Assar Rönnlund | Finlande - Väinö Huhtala - Kalevi Laurila - Pentti Pesonen - Eero Mäntyranta                     | Union soviétique - Ivan Utrobin - Pavel Koltsjin - Aleksey Kuznetsov - Gennady Vaganov                                                                       |
| 1966                                                    | Oslo          | Norvège (2) - Odd Martinsen - Harald Grønningen - Ole Ellefsæter - Gjermund Eggen | Finlande - Kalevi Oikarainen - Hannu Taipale - Kalevi Laurila - Eero Mäntyranta                  | Italie - Giulio de Florian - Franco Nones - Gianfranco Stella - Franco Manfroi                                                                               |
| 1970                                                    | Vysoké Tatry  | Union soviétique - Vladimir Voronkov - Valery Tarakanov - Fyodor Simashev - Vyacheslav Vedenin                                                                                        | Allemagne de l'Est - Gerd Hessler - Axel Lesser - Gerhard Grimmer - Gert-Dietmar Klause          | Suède - Ove Lestander - Jan Halvarsson - Ingvar Sandström - Lars-Göran Åslund                                                                                |
| 1974                                                    | Falun         | Allemagne de l'Est - Gerd Hessler - Dieter Meinel - Gerhard Grimmer - Gert-Dietmar Klause                                                                                             | Union soviétique - Ivan Garanin - Fyodor Simashev - Vasiliy Rochev - Yuri Skobov                 | Norvège - Magne Myrmo - Odd Martinsen - Ivar Formo - Oddvar Brå                                                                                              |
| 1978                                                    | Lahti         | Suède (5) - Sven-Åke Lundbäck - Christer Johansson - Tommy Limby - Thomas Magnusson                                                                                                   | Finlande - Esko Lähtevänoja - Juha Mieto - Pertti Teurajärvi - Matti Pitkänen                    | Norvège - Lars-Erik Eriksen - Ove Aunli - Ivar Formo - Oddvar Brå                                                                                            |
| 1982                                                    | Oslo          | Norvège (3) - Lars-Erik Eriksen - Ove Aunli - Pål Gunnar Mikkelsplass - Oddvar Brå & Union soviétique (2) - Vladimir Nikitin - Oleksandr Batyuk - Yuriy Burlakov - Aleksandr Zavyalov |                                                                                                  | Finlande - Kari Härkönen - Aki Karvonen - Harri Kirvesniemi - Juha Mieto & Allemagne de l'Est - Uwe Bellmann - Uwe Wünsch - Stefan Schicker - Frank Schröder |
| 1985                                                    | Seefeld       | Norvège (4) - Arild Monsen - Pål Gunnar Mikkelsplass - Tor Håkon Holte - Ove Aunli | Italie - Marco Albarello - Giorgio Vanzetta - Maurilio De Zolt - Giuseppe Ploner                 | Suède - Erik Östlund - Thomas Wassberg - Thomas Eriksson - Gunde Svan                                                                                        |
| 1987                                                    | Oberstdorf    | Suède (6) - Erik Östlund - Gunde Svan - Thomas Wassberg - Torgny Mogren | Union soviétique - Oleksandr Batyuk - Vladimir Smirnov - Mikhail Devyatyarov - Vladimir Sakhnov  | Norvège - Ove Aunli - Vegard Ulvang - Pål Gunnar Mikkelsplass - Terje Langli                                                                                 |
| 1989                                                    | Lahti         | Suède (7) - Christer Majbäck - Gunde Svan - Lars Håland - Torgny Mogren | Finlande - Aki Karvonen - Harri Kirvesniemi - Kari Ristanen - Jari Räsänen                       | Tchécoslovaquie - Ladislav Švanda - Martin Petrášek - Radim Nyč - Václav Korunka                                                                             |
| 1991                                                    | Val di Fiemme | Norvège (5) - Øyvind Skaanes - Terje Langli - Vegard Ulvang - Bjørn Dæhlie | Suède - Thomas Eriksson - Christer Majbäck - Gunde Svan - Torgny Mogren                          | Finlande - Mika Kuusisto - Harri Kirvesniemi - Jari Isometsä - Jari Räsänen                                                                                  |
| 1993                                                    | Falun         | Norvège (6) - Sture Sivertsen - Vegard Ulvang - Terje Langli - Bjørn Dæhlie | Italie - Maurilio De Zolt - Marco Albarello - Giorgio Vanzetta - Silvio Fauner                   | Russie - Andreï Kirillov - Igor Badamchin - Aleksey Prokurorov - Michail Botvinov                                                                            |
| 1995                                                    | Thunder Bay   | Norvège (7) - Sture Sivertsen - Erling Jevne - Bjørn Dæhlie - Thomas Alsgaard | Finlande - Karri Hietamäki - Harri Kirvesniemi - Jari Räsänen - Jari Isometsä                    | Italie - Fulvio Valbusa - Marco Albarello - Fabio Maj - Silvio Fauner                                                                                        |
| 1997                                                    | Trondheim     | Norvège (8) - Sture Sivertsen - Erling Jevne - Bjørn Dæhlie - Thomas Alsgaard | Finlande - Harri Kirvesniemi - Mika Myllylä - Jari Räsänen - Jari Isometsä                       | Italie - Giorgio Di Centa - Silvio Fauner - Pietro Piller Cottrer - Fulvio Valbusa                                                                           |
| 2 x 10 km en style classique + 2 x 10 km en style libre |               | |                                                                                                  | |
| 1999                                                    | Ramsau        | Autriche - Markus Gandler - Alois Stadlober - Mikhail Botvinov - Christian Hoffmann                                                                                                   | Norvège - Espen Bjervig - Erling Jevne - Bjørn Dæhlie - Thomas Alsgaard                          | Italie - Giorgio Di Centa - Fabio Maj - Fulvio Valbusa - Silvio Fauner                                                                                       |
| 2001                                                    | Lahti         | Norvège (9) - Frode Estil - Odd-Bjørn Hjelmeset - Thomas Alsgaard - Tor Arne Hetland                                                                                                  | Suède - Urban Lindgren - Mathias Fredriksson - Magnus Ingesson - Per Elofsson                    | Allemagne - Jens Filbrich - Andreas Schlütter - Ron Spanuth - René Sommerfeldt                                                                               |
| 2003                                                    | Val di Fiemme | Norvège (10) - Anders Aukland - Frode Estil - Tore Ruud Hofstad - Thomas Alsgaard | Allemagne - Jens Filbrich - Andreas Schlütter - René Sommerfeldt - Axel Teichmann                | Suède - Anders Södergren - Per Elofsson - Mathias Fredriksson - Jörgen Brink                                                                                 |
| 2005                                                    | Oberstdorf    | Norvège (11) - Odd-Bjørn Hjelmeset - Frode Estil - Lars Berger - Tore Ruud Hofstad | Allemagne - Jens Filbrich - Andreas Schlütter - Tobias Angerer - Axel Teichmann                  | Russie - Nikolaï Pankratov - Vasiliy Rochev - Ievgueni Dementiev - Nikolaï Bolchakov                                                                         |
| 2007                                                    | Sapporo       | Norvège (12) - Eldar Rønning - Odd-Bjørn Hjelmeset - Lars Berger - Petter Northug | Russie - Nikolaï Pankratov - Vasiliy Rochev - Alexander Legkov - Ievgueni Dementiev              | Suède - Martin Larsson - Mathias Fredriksson - Marcus Hellner - Anders Södergren                                                                             |
| 2009                                                    | Liberec       | Norvège (13) - Eldar Rønning - Odd-Bjørn Hjelmeset - Tore Ruud Hofstad - Petter Northug                                                                                               | Allemagne - Jens Filbrich - Tobias Angerer - Franz Göring - Axel Teichmann                       | Finlande - Matti Heikkinen - Sami Jauhojärvi - Teemu Kattilakoski - Ville Nousiainen                                                                         |
| 2011                                                    | Oslo          | Norvège (14) - Martin Johnsrud Sundby - Eldar Rønning - Tord Asle Gjerdalen - Petter Northug                                                                                          | Suède - Daniel Rickardsson - Johan Olsson - Anders Södergren - Marcus Hellner                    | Allemagne - Jens Filbrich - Axel Teichmann - Franz Göring - Tobias Angerer                                                                                   |
| 2013                                                    | Val di Fiemme | Norvège (15) - Tord Asle Gjerdalen - Eldar Rønning - Sjur Røthe - Petter Northug | Suède - Daniel Richardsson - Johan Olsson - Marcus Hellner - Calle Halfvarsson                   | Russie - Evgeniy Belov - Maxim Vylegzhanin - Alexander Legkov - Sergey Ustiugov                                                                              |
| 2015                                                    | Falun         | Norvège (16) - Niklas Dyrhaug - Didrik Tønseth - Anders Gløersen - Petter Northug | Suède - Daniel Richardsson - Johan Olsson - Marcus Hellner - Calle Halfvarsson                   | France - Jean-Marc Gaillard - Maurice Manificat - Robin Duvillard - Adrien Backscheider                                                                      |
| 2017                                                    | Lahti         | Norvège (17) - Didrik Tønseth - Niklas Dyrhaug - Martin Johnsrud Sundby - Finn Hågen Krogh                                                                                            | Russie - Andrey Larkov - Aleksandr Bessmertnykh - Alexey Chervotkin - Sergueï Oustiougov         | Suède - Daniel Richardsson - Johan Olsson - Marcus Hellner - Calle Halfvarsson                                                                               |
| 2019                                                    | Seefeld       | Norvège (18) - Emil Iversen - Martin Johnsrud Sundby - Sjur Røthe - Johannes Høsflot Klæbo                                                                                            | Russie - Andrey Larkov - Aleksandr Bessmertnykh - Alexander Bolshunov - Sergueï Oustiougov       | France - Adrien Backscheider - Maurice Manificat - Clément Parisse - Richard Jouve                                                                           |
| 2021                                                    | Oberstdorf    | Norvège (19) - Pål Golberg - Emil Iversen - Hans Christer Holund - Johannes Høsflot Klæbo                                                                                             | Fédération russe - Alexey Chervotkin - Ivan Iakimouchkine - Artiom Maltsev - Alexander Bolshunov | France - Hugo Lapalus - Maurice Manificat - Clément Parisse - Jules Lapierre                                                                                 |
| 2023                                                    | Planica       | Norvège (20) - Hans Christer Holund - Pål Golberg - Simen Hegstad Krüger - Johannes Høsflot Klæbo                                                                                     | Finlande - Ristomatti Hakola - Iivo Niskanen - Perttu Hyvärinen - Niko Anttola                   | Allemagne - Albert Kuchler - Janosch Brugger - Jonas Dobler - Friedrich Moch                                                                                 |

## Femmes

### Sprint
| Edition | Lieu          | Style     | Médaille d'or, monde       | Médaille d'argent, monde | Médaille de bronze, monde    |
| 2001    | Lahti         | Libre     | Pirjo Manninen             | Kati Sundqvist           | Julija Tchepalova            |
| 2003    | Val di Fiemme | Libre     | Marit Bjørgen              | Claudia Künzel           | Hilde Gjermundshaug Pedersen |
| 2005    | Oberstdorf    | Classique | Emelie Öhrstig             | Lina Andersson           | Sara Renner                  |
| 2007    | Sapporo       | Classique | Astrid Uhrenholdt Jacobsen | Petra Majdič             | Virpi Kuitunen               |
| 2009    | Liberec       | Libre     | Arianna Follis             | Kikkan Randall           | Pirjo Muranen                |
| 2011    | Oslo          | Libre     | Marit Bjørgen (2)          | Arianna Follis           | Petra Majdič                 |
| 2013    | Val di Fiemme | Classique | Marit Bjørgen (3)          | Ida Ingemarsdotter       | Maiken Caspersen Falla       |
| 2015    | Falun         | Classique | Marit Bjørgen (4)          | Stina Nilsson            | Maiken Caspersen Falla       |
| 2017    | Lahti         | Libre     | Maiken Caspersen Falla     | Jessica Diggins          | Kikkan Randall               |
| 2019    | Seefeld       | Libre     | Maiken Caspersen Falla (2) | Stina Nilsson            | Mari Eide                    |
| 2021    | Oberstdorf    | Classique | Jonna Sundling             | Maiken Caspersen Falla   | Anamarija Lampič             |
| 2023    | Planica       | Classique | Jonna Sundling (2)         | Emma Ribom               | Maja Dahlqvist               |

### Sprint par équipe
| Edition | Lieu          | Style     | Médaille d'or, monde                                            | Médaille d'argent, monde                                    | Médaille de bronze, monde                                     |
| 2005    | Oberstdorf    | Libre     | Norvège - Hilde Gjermundshaug Pedersen - Marit Bjørgen          | Finlande - Riitta-Liisa Roponen - Pirjo Manninen            | Russie - Julija Tchepalova - Alena Sidko                      |
| 2007    | Sapporo       | Libre     | Finlande - Riitta-Liisa Roponen - Virpi Kuitunen                | Allemagne - Evi Sachenbacher-Stehle - Claudia Künzel-Nystad | Norvège - Astrid Uhrenholdt Jacobsen - Marit Bjørgen          |
| 2009    | Liberec       | Classique | Finlande (2) - Aino-Kaisa Saarinen - Virpi Kuitunen             | Suède - Anna Dahlberg - Lina Andersson                      | Italie - Arianna Follis - Marianna Longa                      |
| 2011    | Oslo          | Classique | Suède - Ida Ingemarsdotter - Charlotte Kalla                    | Finlande - Aino-Kaisa Saarinen - Krista Lähteenmäki         | Norvège - Maiken Caspersen Falla - Astrid Uhrenholdt Jacobsen |
| 2013    | Val di Fiemme | Libre     | États-Unis - Jessica Diggins - Kikkan Randall                   | Suède - Charlotte Kalla - Ida Ingemarsdotter                | Finlande - Riikka Sarasoja-Lilja - Krista Lähteenmäki         |
| 2015    | Falun         | Libre     | Norvège (2) - Ingvild Flugstad Østberg - Maiken Caspersen Falla | Suède - Ida Ingemarsdotter - Stina Nilsson                  | Pologne - Justyna Kowalczyk - Sylwia Jaśkowiec                |
| 2017    | Lahti         | Classique | Norvège (3) - Heidi Weng - Maiken Caspersen Falla               | Russie - Yulia Belorukova - Natalia Matveeva                | États-Unis - Sadie Bjornsen - Jessica Diggins                 |
| 2019    | Seefeld       | Classique | Suède (2) - Stina Nilsson - Maja Dahlqvist                      | Slovénie - Katja Višnar - Anamarija Lampič                  | Norvège - Ingvild Flugstad Østberg - Maiken Caspersen Falla   |
| 2021    | Oberstdorf    | Libre     | Suède (3) - Maja Dahlqvist - Jonna Sundling                     | Suisse - Laurien van der Graaff - Nadine Fähndrich          | Slovénie - Eva Urevc - Anamarija Lampič                       |
| 2023    | Planica       | Libre     | Suède (4) - Emma Ribom - Jonna Sundling                         | Norvège - Anne Kjersti Kalvå - Tiril Udnes Weng             | États-Unis - Jessica Diggins - Julia Kern                     |

### Poursuite/Skiathlon
| Edition | Lieu          | Médaille d'or, monde              | Médaille d'argent, monde   | Médaille de bronze, monde |
| Poursuite - 15 km (5 km en style classique avec départ en intervalle + 10 km en style libre en poursuite - Disputé sur deux jours) |               |                                   |                            |                           |
| 1993 | Falun         | Stefania Belmondo                 | Larisa Lazutina            | Lioubov Iegorova          |
| 1995 | Thunder Bay   | Larisa Lazutina                   | Nina Gavriliouk            | Olga Danilova             |
| 1997 | Trondheim     | Elena Välbe Stefania Belmondo (2) |                            | Nina Gavriliouk           |
| 1999 | Ramsau        | Stefania Belmondo (3)             | Nina Gavriliouk            | Iryna Taranenko-Terelja   |
| Poursuite - 10 km (5 km en style classique avec départ en intervalle + 5 km en style libre en poursuite - Disputé le même jour)    |               |                                   |                            |                           |
| 2001 | Lahti         | Virpi Kuitunen                    | Larisa Lazutina            | Olga Danilova             |
| Skiathlon - 10 km (5 km en style classique avec départ en intervalle puis 5 km en style libre en poursuite)                        |               |                                   |                            |                           |
| 2003 | Val di Fiemme | Kristina Šmigun                   | Evi Sachenbacher           | Olga Zavyalova            |
| Skiathlon - 15 km (7,5 km en style classique avec départ en intervalle puis 7,5 km en style libre en poursuite)                    |               |                                   |                            |                           |
| 2005 | Oberstdorf    | Julija Tchepalova                 | Marit Bjørgen              | Kristin Størmer Steira    |
| 2007 | Sapporo       | Olga Zavyalova                    | Kateřina Neumannová        | Kristin Størmer Steira    |
| 2009 | Liberec       | Justyna Kowalczyk                 | Kristin Størmer Steira     | Aino-Kaisa Saarinen       |
| 2011 | Oslo          | Marit Bjørgen                     | Justyna Kowalczyk          | Therese Johaug            |
| 2013 | Val di Fiemme | Marit Bjørgen (2)                 | Therese Johaug             | Heidi Weng                |
| 2015 | Falun         | Therese Johaug                    | Astrid Uhrenholdt Jacobsen | Charlotte Kalla           |
| 2017 | Lahti         | Marit Bjørgen (3)                 | Krista Pärmäkoski          | Charlotte Kalla           |
| 2019 | Seefeld       | Therese Johaug (2)                | Ingvild Flugstad Østberg   | Natalia Nepryaeva         |
| 2021 | Oberstdorf    | Therese Johaug (3)                | Frida Karlsson             | Ebba Andersson            |
| 2023 | Planica       | Ebba Andersson                    | Frida Karlsson             | Astrid Øyre Slind         |

### 5 km
| Edition | Lieu          | Style       | Médaille d'or, monde   | Médaille d'argent, monde | Médaille de bronze, monde |
| 1962    | Zakopane      |             | Alevtina Koltsjina     | Ljubov Baranova          | Maria Gusakova            |
| 1966    | Oslo          |             | Alevtina Koltsjina (2) | Klavdija Bojarskikh      | Rita Achkina              |
| 1970    | Vysoké Tatry  |             | Galina Kulakova        | Galina Pilyushenko       | Nina Fiodorova            |
| 1974    | Falun         |             | Galina Kulakova (2)    | Blanka Paulů             | Raisa Smetanina           |
| 1978    | Lahti         |             | Helena Takalo          | Hilkka Riihivuori        | Raisa Smetanina           |
| 1982    | Oslo          |             | Berit Aunli            | Hilkka Riihivuori        | Brit Pettersen            |
| 1985    | Seefeld       |             | Anette Bøe             | Marja-Liisa Hämäläinen   | Grete Ingeborg Nykkelmo   |
| 1987    | Oberstdorf    |             | Marjo Matikainen       | Anfisa Reztsova          | Evi Kratzer               |
| 1989    | Non disputé   | Non disputé | Non disputé            | Non disputé              | Non disputé               |
| 1991    | Val di Fiemme |             | Trude Dybendahl        | Marja-Liisa Kirvesniemi  | Manuela Di Centa          |
| 1993    | Falun         |             | Larisa Lazutina        | Lioubov Iegorova         | Trude Dybendahl           |
| 1995    | Thunder Bay   |             | Larisa Lazutina (2)    | Nina Gavriliouk          | Manuela Di Centa          |
| 1997    | Trondheim     |             | Elena Välbe            | Stefania Belmondo        | Olga Danilova             |
| 1999    | Ramsau        |             | Bente Martinsen        | Olga Danilova            | Kateřina Neumannová       |

### 10 km
| Edition     | Lieu          | Style        | Médaille d'or, monde    | Médaille d'argent, monde | Médaille de bronze, monde    |
| 1954        | Falun         | Classique    | Ljubov Kozyreva         | Siiri Rantanen           | Mirja Hietamies              |
| 1958        | Lahti         | Classique    | Alevtina Koltsjina      | Ljubov Kozyreva          | Siiri Rantanen               |
| 1962        | Zakopane      | Classique    | Alevtina Koltsjina (2)  | Maria Gusakova           | Radya Yeroshina              |
| 1966        | Oslo          | Classique    | Klavdija Bojarskikh     | Alevtina Koltsjina       | Toini Gustafsson             |
| 1970        | Vysoké Tatry  | Classique    | Alevtina Olyunina       | Marjatta Kajosmaa        | Galina Kulakova              |
| 1974        | Falun         | Classique    | Galina Kulakova         | Barbara Petzold          | Helena Takalo                |
| 1978        | Lahti         | Classique    | Zinaida Amosova         | Raisa Smetanina          | Hilkka Riihivuori            |
| 1982        | Oslo          | Classique    | Berit Aunli             | Hilkka Riihivuori        | Květoslava Jeriová-Pecková   |
| 1985        | Seefeld       | Classique    | Anette Bøe              | Marja-Liisa Kirvesniemi  | Grete Ingeborg Nykkelmo      |
| 1987        | Oberstdorf    | Classique    | Anne Jahren             | Marjo Matikainen         | Brit Pettersen               |
| 1989        | Lahti         | Classique    | Marja-Liisa Kirvesniemi | Pirkko Määttä            | Marjo Matikainen             |
| 1989        | Lahti         | Libre        | Elena Välbe             | Marjo Matikainen         | Tamara Tikhonova             |
| 1991        | Val di Fiemme | Libre        | Elena Välbe (2)         | Marie-Helene Östlund     | Tamara Tikhonova             |
| 1993 - 1999 | Non organisé  | Non organisé | Non organisé            | Non organisé             | Non organisé                 |
| 2001        | Lahti         | Classique    | Bente Skari             | Olga Danilova            | Larisa Lazutina              |
| 2003        | Val di Fiemme | Classique    | Bente Skari (2)         | Kristina Šmigun          | Hilde Gjermundshaug Pedersen |
| 2005        | Oberstdorf    | Libre        | Kateřina Neumannová     | Julija Tchepalova        | Marit Bjørgen                |
| 2007        | Sapporo       | Libre        | Kateřina Neumannová (2) | Olga Zavyalova           | Arianna Follis               |
| 2009        | Liberec       | Classique    | Aino-Kaisa Saarinen     | Marianna Longa           | Justyna Kowalczyk            |
| 2011        | Oslo          | Classique    | Marit Bjørgen           | Justyna Kowalczyk        | Aino-Kaisa Saarinen          |
| 2013        | Val di Fiemme | Libre        | Therese Johaug          | Marit Bjørgen            | Yulia Tchekaleva             |
| 2015        | Falun         | Libre        | Charlotte Kalla         | Jessica Diggins          | Caitlin Gregg                |
| 2017        | Lahti         | Classique    | Marit Bjørgen (2)       | Charlotte Kalla          | Astrid Uhrenholdt Jacobsen   |
| 2019        | Seefeld       | Classique    | Therese Johaug (2)      | Frida Karlsson           | Ingvild Flugstad Østberg     |
| 2021        | Oberstdorf    | Libre        | Therese Johaug (3)      | Frida Karlsson           | Ebba Andersson               |
| 2023        | Planica       | Libre        | Jessie Diggins          | Frida Karlsson           | Ebba Andersson               |

### 15 km
| Edition             | Lieu          | Style     | Médaille d'or, monde | Médaille d'argent, monde | Médaille de bronze, monde |
| Départ à intervalle |               |           |                      |                          |                           |
| 1989                | Lahti         | Classique | Marjo Matikainen     | Marja-Liisa Kirvesniemi  | Pirkko Määttä             |
| 1991                | Val di Fiemme | Classique | Elena Välbe          | Trude Dybendahl          | Stefania Belmondo         |
| 1993                | Falun         | Classique | Elena Välbe (2)      | Marja-Liisa Kirvesniemi  | Marjut Rolig              |
| 1995                | Thunder Bay   | Classique | Larisa Lazutina      | Elena Välbe              | Inger Helene Nybråten     |
| 1997                | Trondheim     | Libre     | Elena Välbe (3)      | Stefania Belmondo        | Kateřina Neumannová       |
| 1999                | Ramsau        | Libre     | Stefania Belmondo    | Kristina Šmigun          | Maria Theurl              |
| 2001                | Lahti         | Classique | Bente Skari          | Olga Danilova            | Kaisa Varis               |
| Départ groupé       |               |           |                      |                          |                           |
| 2003                | Val di Fiemme | Classique | Bente Skari (2)      | Kristina Šmigun          | Olga Zavyalova            |

### 20 km/30 km
Le 20 km a lieu pour la première fois en 1978 puis est remplacé par le 30 km à partir de 1989.
| Edition             | Lieu          | Style     | Médaille d'or, monde      | Médaille d'argent, monde   | Médaille de bronze, monde  |
| 20 km               |               |           |                           |                            |                            |
| Départ à intervalle |               |           |                           |                            |                            |
| 1978                | Lahti         | Classique | Zinaida Amosova           | Raisa Smetanina            | Helena Takalo              |
| 1980                | Falun         | Classique | Veronika Hesse            | Galina Kulakova            | Raisa Smetanina            |
| 1982                | Oslo          | Classique | Raisa Smetanina           | Berit Aunli                | Hilkka Riihivuori          |
| 1985                | Seefeld       | Classique | Grete Ingeborg Nykkelmo   | Brit Pettersen             | Anette Bøe                 |
| 1987                | Oberstdorf    | Libre     | Marie-Helene Östlund      | Anfisa Reztsova            | Larisa Ptitsyna            |
| 30 km               |               |           |                           |                            |                            |
| Départ à intervalle |               |           |                           |                            |                            |
| 1989                | Lahti         | Libre     | Elena Välbe               | Larisa Lazutina            | Marjo Matikainen           |
| 1991                | Val di Fiemme | Libre     | Lioubov Iegorova          | Elena Välbe                | Manuela Di Centa           |
| 1993                | Falun         | Libre     | Stefania Belmondo         | Manuela Di Centa           | Lioubov Iegorova           |
| 1995                | Thunder Bay   | Libre     | Elena Välbe (2)           | Manuela Di Centa           | Antonina Ordina            |
| 1997                | Trondheim     | Classique | Elena Välbe (3)           | Stefania Belmondo          | Marit Mikkelsplass         |
| 1999                | Ramsau        | Classique | Larisa Lazutina           | Olga Danilova              | Kristina Šmigun            |
| 2001                | Lahti         | Libre     | Annulé en raison du froid | Annulé en raison du froid  | Annulé en raison du froid  |
| 2003                | Val di Fiemme | Libre     | Olga Zavyalova            | Elena Burukhina            | Kristina Šmigun            |
| Départ groupé       |               |           |                           |                            |                            |
| 2005                | Oberstdorf    | Classique | Marit Bjørgen             | Virpi Kuitunen             | Natalia Baranova-Masolkina |
| 2007                | Sapporo       | Classique | Virpi Kuitunen            | Kristin Størmer Steira     | Therese Johaug             |
| 2009                | Liberec       | Libre     | Justyna Kowalczyk         | Evgenia Medvedeva-Arbuzova | Valentina Shevchenko       |
| 2011                | Oslo          | Libre     | Therese Johaug            | Marit Bjørgen              | Justyna Kowalczyk          |
| 2013                | Val di Fiemme | Classique | Marit Bjørgen (2)         | Justyna Kowalczyk          | Therese Johaug             |
| 2015                | Falun         | Classique | Therese Johaug (2)        | Marit Bjørgen              | Charlotte Kalla            |
| 2017                | Lahti         | Libre     | Marit Bjørgen (3)         | Heidi Weng                 | Astrid Uhrenholdt Jacobsen |
| 2019                | Seefeld       | Libre     | Therese Johaug (3)        | Ingvild Flugstad Østberg   | Frida Karlsson             |
| 2021                | Oberstdorf    | Classique | Therese Johaug (4)        | Heidi Weng                 | Frida Karlsson             |
| 2023                | Planica       | Classique | Ebba Andersson            | Anne Kjersti Kalvå         | Frida Karlsson             |

### Relais
Le relais féminin a lieu sous la forme 3 x 5 km en 1954 jusqu'en 1970. A partir de 1974, le 4 x 5 km est organisé.
| Edition                                               | Lieu          | Médaille d'or, monde                                                                                   | Médaille d'argent, monde                                                                             | Médaille de bronze, monde                                                                        |
| 3 x 5 km en style classique                           |               | | |                                                                                                  |
| 1954                                                  | Falun         | Union soviétique - Ljubov Kozyreva - Margarita Maslennikova - Valentina Tsaryova                       | Finlande - Sirkka Polkunen - Mirja Hietamies - Siiri Rantanen                                        | Suède - Anna-Lisa Eriksson - Märta Norberg - Sonja Edström                                       |
| 1958                                                  | Lahti         | Union soviétique (2) - Radya Yeroshina - Alevtina Koltsjina - Ljubov Kozyreva                          | Finlande - Toini Pöysti - Pirkko Korkee - Siiri Rantanen                                             | Suède - Märta Norberg - Irma Johansson - Sonja Edström                                           |
| 1962                                                  | Zakopane      | Union soviétique (3) - Ljubov Kozyreva - Maria Gusakova - Alevtina Koltsjina                           | Suède - Barbro Martinsson - Britt Strandberg - Toini Gustafsson                                      | Finlande - Siiri Rantanen - Eeva Ruoppa - Mirja Lehtonen                                         |
| 1966                                                  | Oslo          | Union soviétique (4) - Klavdija Bojarskikh - Rita Achkina - Alevtina Kolchina                          | Norvège - Ingrid Wigernæs - Inger Aufles - Berit Mørdre                                              | Suède - Barbro Martinsson - Britt Strandberg - Toini Gustafsson                                  |
| 1970                                                  | Vysoké Tatry  | Union soviétique (5) - Nina Fiodorova - Galina Kulakova - Alevtina Olyunina                            | Allemagne de l'Est - Gabriele Haupt - Renata Fischer - Anna Unger                                    | Finlande - Senja Pusula - Helena Takalo - Marjatta Kajosmaa                                      |
| 4 x 5 km en style classique                           |               | | |                                                                                                  |
| 1974                                                  | Falun         | Union soviétique (6) - Nina Fiodorova - Nina Rocheva - Raisa Smetanina - Galina Kulakova               | Allemagne de l'Est - Sigrun Krause - Petra Hinze - Barbara Petzold - Veronika Schmidt                | Tchécoslovaquie - Alena Bartošová - Gabriela Sekajová - Miroslava Jaškovská - Blanka Paulů       |
| 1978                                                  | Lahti         | Finlande - Taina Impiö - Marja-Liisa Kirvesniemi - Hilkka Riihivuori - Helena Takalo                   | Allemagne de l'Est - Marlies Rostock - Birgit Schreiber - Barbara Petzold - Christel Meinel          | Union soviétique - Nina Rocheva - Zinaida Amosova - Raisa Smetanina - Galina Kulakova            |
| 1982                                                  | Oslo          | Norvège - Anette Bøe - Inger Helene Nybråten - Berit Aunli - Brit Pettersen                            | Union soviétique - Lyubov Lyadova - Lyubov Sabolotskaya - Raisa Smetanina - Galina Kulakova          | Allemagne de l'Est - Petra Sölter - Carola Anding - Barbara Petzold - Veronika Schmidt           |
| 1985                                                  | Seefeld       | Union soviétique (7) - Tamara Tikhonova - Raisa Smetanina - Liliya Vasilchenko - Anfisa Reztsova       | Norvège - Anette Bøe - Anne Jahren - Grete Ingeborg Nykkelmo - Berit Aunli                           | Allemagne de l'Est - Manuela Drescher - Gaby Nestler - Antje Harvey - Ute Noack                  |
| 1987                                                  | Oberstdorf    | Union soviétique (8) - Antonina Ordina - Nina Gavriliouk - Larisa Lazutina - Anfisa Reztsova           | Norvège - Marianne Dahlmo - Nina Skeime - Anne Jahren - Anette Bøe                                   | Suède - Magdalena Wallin - Karin Lamberg-Skog - Annika Dahlman - Marie-Helene Östlund            |
| 2 x 5 km en style classique + 2 x 5 km en style libre |               | | |                                                                                                  |
| 1989                                                  | Lahti         | Finlande (2) - Pirkko Määttä - Marja-Liisa Kirvesniemi - Jaana Savolainen - Marjo Matikainen-Kallström | Union soviétique - Yuliya Shamshurina - Raisa Smetanina - Tamara Tikhonova - Elena Välbe             | Norvège - Inger Helene Nybråten - Anne Jahren - Nina Skeime - Marianne Dahlmo                    |
| 1991                                                  | Val di Fiemme | Union soviétique (2) - Lioubov Iegorova - Raisa Smetanina - Tamara Tikhonova - Elena Välbe             | Italie - Bice Vanzetta - Manuela Di Centa - Gabriella Paruzzi - Stefania Belmondo                    | Norvège - Solveig Pedersen - Inger Helene Nybråten - Elin Nilsen - Trude Dybendahl               |
| 1993                                                  | Falun         | Russie - Elena Välbe - Larisa Lazutina - Nina Gavriliouk - Lioubov Iegorova                            | Italie - Gabriella Paruzzi - Bice Vanzetta - Manuela Di Centa - Stefania Belmondo                    | Norvège - Trude Dybendahl - Inger Helene Nybråten - Anita Moen - Elin Nilsen                     |
| 1995                                                  | Thunder Bay   | Russie (2) - Olga Danilova - Elena Välbe - Larisa Lazutina - Nina Gavriliouk                           | Norvège - Marit Mikkelsplass - Inger Helene Nybråten - Elin Nilsen - Anita Moen                      | Suède - Anna Frithioff - Marie-Helene Östlund - Antonina Ordina - Anette Fanqvist                |
| 1997                                                  | Trondheim     | Russie (3) - Olga Danilova - Larisa Lazutina - Nina Gavriliouk - Elena Välbe                           | Norvège - Bente Skari - Marit Mikkelsplass - Elin Nilsen - Trude Dybendahl                           | Finlande - Riikka Sirviö - Tuulikki Pyykkönen - Kati Pulkkinen - Satu Salonen                    |
| 1999                                                  | Ramsau        | Russie (4) - Olga Danilova - Larisa Lazutina - Anfisa Reztsova - Nina Gavriliouk                       | Italie - Sabina Valbusa - Gabriella Paruzzi - Antonella Confortola - Stefania Belmondo               | Allemagne - Viola Bauer - Ramona Roth - Evi Sachenbacher - Sigrid Wille                          |
| 2001                                                  | Lahti         | Russie (5) - Olga Danilova - Larisa Lazutina - Julia Tchepalova - Nina Gavriliouk                      | Norvège - Anita Moen - Bente Skari - Elin Nilsen - Hilde Gjermundshaug Pedersen                      | Italie - Gabriella Paruzzi - Sabina Valbusa - Stefania Belmondo - Cristina Paluselli             |
| 2003                                                  | Val di Fiemme | Allemagne - Manuela Henkel - Viola Bauer - Claudia Künzel - Evi Sachenbacher                           | Norvège - Anita Moen - Marit Bjørgen - Hilde Gjermundshaug Pedersen - Vibeke Skofterud               | Russie - Natalia Korosteliova - Olga Zavyalova - Elena Burukhina - Nina Gavriliouk               |
| 2005                                                  | Oberstdorf    | Norvège (2) - Vibeke Skofterud - Hilde Gjermundshaug Pedersen - Kristin Størmer Steira - Marit Bjørgen | Russie - Larisa Kurkina - Natalia Baranova-Masolkina - Evgenia Medvedeva-Arbuzova - Julia Tchepalova | Italie - Gabriella Paruzzi - Antonella Confortola - Sabina Valbusa - Arianna Follis              |
| 2007                                                  | Sapporo       | Finlande (3) - Virpi Kuitunen - Aino-Kaisa Saarinen - Riitta-Liisa Roponen - Pirjo Manninen            | Allemagne - Stefanie Böhler - Viola Bauer - Claudia Künzel-Nystad - Evi Sachenbacher-Stehle          | Norvège - Vibeke Skofterud - Marit Bjørgen - Kristin Størmer Steira - Astrid Uhrenholdt Jacobsen |
| 2009                                                  | Liberec       | Finlande (4) - Pirjo Muranen - Virpi Kuitunen - Riitta-Liisa Roponen - Aino-Kaisa Saarinen             | Allemagne - Katrin Zeller - Evi Sachenbacher-Stehle - Miriam Gössner - Claudia Künzel-Nystad         | Suède - Lina Andersson - Britta Norgren - Anna Haag - Charlotte Kalla                            |
| 2011                                                  | Oslo          | Norvège (3) - Vibeke Skofterud - Therese Johaug - Kristin Størmer Steira - Marit Bjørgen               | Suède - Ida Ingemarsdotter - Anna Haag - Britta Johansson Norgren - Charlotte Kalla                  | Finlande - Pirjo Muranen - Aino-Kaisa Saarinen - Riitta-Liisa Roponen - Krista Lähteenmäki       |
| 2013                                                  | Val di Fiemme | Norvège (4) - Heidi Weng - Therese Johaug - Kristin Størmer Steira - Marit Bjørgen                     | Suède - Ida Ingemarsdotter - Emma Wikén - Anna Haag - Charlotte Kalla                                | Russie - Julia Ivanova - Alija Iksanova - Mariya Guschina - Yulia Tchekaleva                     |
| 2015                                                  | Falun         | Norvège (5) - Heidi Weng - Therese Johaug - Astrid Uhrenholdt Jacobsen - Marit Bjørgen                 | Suède - Sofia Bleckur - Charlotte Kalla - Maria Rydqvist - Stina Nilsson                             | Finlande - Aino-Kaisa Saarinen - Kerttu Niskanen - Riitta-Liisa Roponen - Krista Pärmäkoski      |
| 2017                                                  | Lahti         | Norvège (6) - Maiken Caspersen Falla - Heidi Weng - Astrid Uhrenholdt Jacobsen - Marit Bjørgen         | Suède - Anna Haag - Charlotte Kalla - Ebba Andersson - Stina Nilsson                                 | Finlande - Aino-Kaisa Saarinen - Kerttu Niskanen - Laura Mononen - Krista Pärmäkoski             |
| 2019                                                  | Seefeld       | Suède - Ebba Andersson - Frida Karlsson - Charlotte Kalla - Stina Nilsson                              | Norvège - Heidi Weng - Ingvild Flugstad Østberg - Astrid Uhrenholdt Jacobsen - Therese Johaug        | Russie- Yulia Belorukova - Anastasia Sedova - Anna Nechaevskaya - Natalia Nepryaeva              |
| 2021                                                  | Oberstdorf    | Norvège (7) - Tiril Udnes Weng - Heidi Weng - Therese Johaug - Helene Marie Fossesholm                 | Fédération russe- Yana Kirpichenko - Yulia Stupak - Tatiana Sorina - Natalia Nepryaeva               | Finlande - Jasmi Joensuu - Riitta-Liisa Roponen - Johanna Matintalo - Krista Parmakoski          |
| 2023                                                  | Planica       | Norvège (8) - Tiril Udnes Weng - Astrid Øyre Slind - Ingvild Flugstad Østberg - Anne Kjersti Kalvå     | Allemagne - Laura Gimmler - Katharina Hennig - Pia Fink - Victoria Carl                              | Suède- Emma Ribom - Ebba Andersson - Frida Karlsson - Maja Dahlqvist                             |